# Brännvin i kikar'n

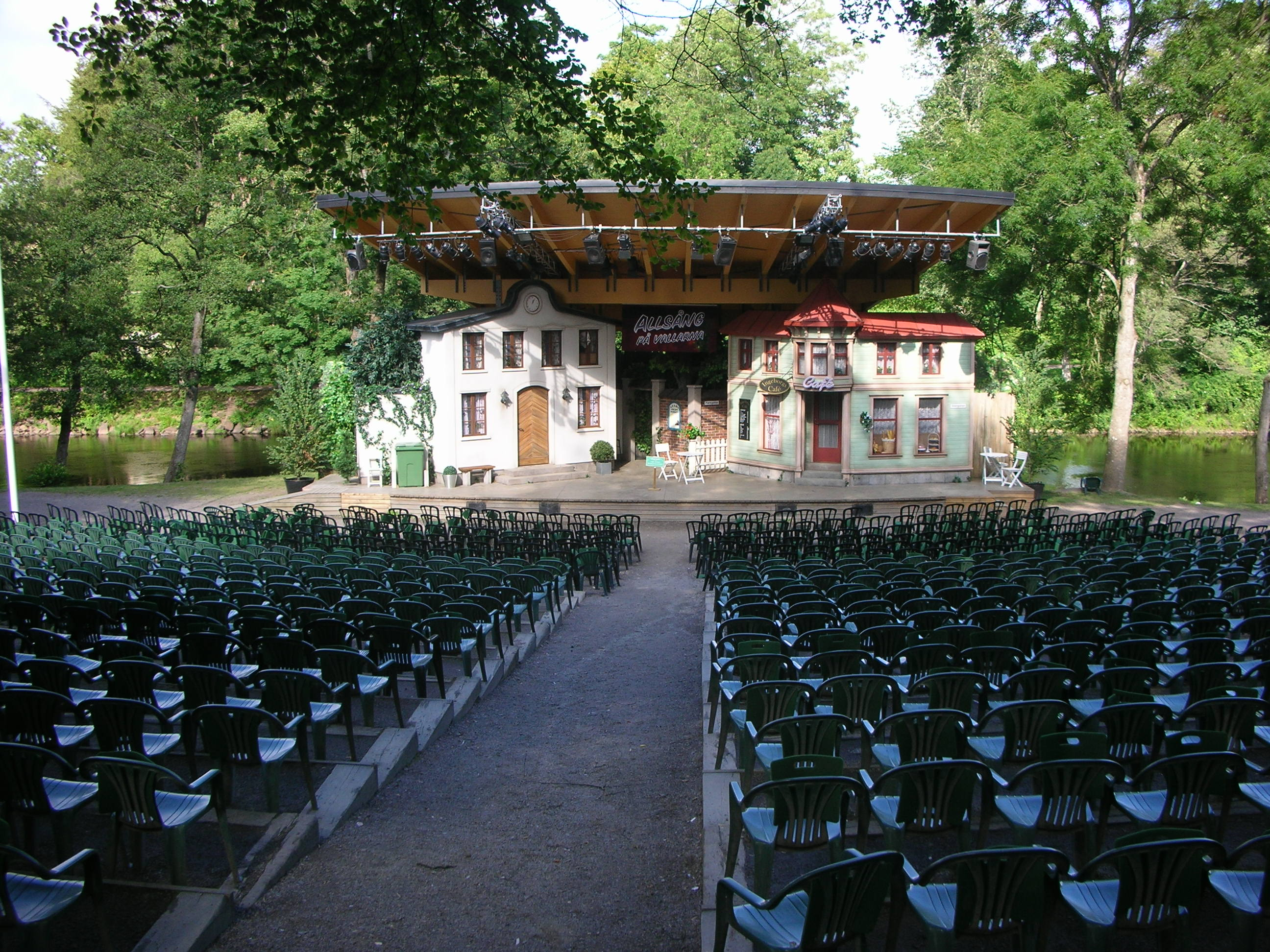
Vallarnas friluftsteater där Brännvin i kikar'n spelades.

Brännvin i kikar'n är en teater-/filmproduktion i samarbete med buskisduon Stefan & Krister som sattes upp på Vallarnas Friluftsteater i Falkenberg under sommaren år 2014, Lisebergsteatern i Göteborg under hösten år 2014, Rosers Salonger i Skara under vintern år 2015 samt på turné under våren år 2015.
Brännvin i kikar'n marknadsfördes som ett lustspel som osade brännvin och 50-tal.

## Handling
Det är 50-tal, och bröderna Bert och Holger är i ekonomisk knipa – var för sig. De bestämmer sig för att sälja sitt föräldrahem och var för sig försöka lura av den andre på hela summan pengar. Det visar sig dock att grannarna Våge och Wilma har flyttat in i huset eftersom det ändå stod tomt. Detta är bröderna inte varse. Förbi kommer också brevbäraren Dag-Otto, som här presenterades för Vallarnas publik för åttonde gången. Med sig har han nyinflyttade Florence, som av någon anledning vill följa med Dag-Otto på hans postrunda. Förvecklingarna når oanade höjder.

## Rollista
| Jojje Jönsson        | – Dag-Otto "Papegojan" Flink         |
| Stefan Gerhardsson   | – Våge Jonsson, gammal sjöman        |
| Siw Carlsson         | – Dagmar "Florence" Larsson          |
| Robin Stegmar        | – Jarl Hasselbo / Henry Hasselbo     |
| Jan Holmquist        | – Direktör Bert "Fete-Bert" Grönvall |
| Anna Carlsson        | – Stina Grönvall, Holgers hustru     |
| Jessica Heribertsson | – Wilma Jonsson, Våges dotter        |
| Jonas Hellman        | – Holger Grönvall, Berts broder      |

Källa: 

## Turné
Föreställningen åkte också på turné och hade turnépremiär i Växjö. Ensemblen firade sin 100:e föreställning i Umeå i mars år 2015. Sista föreställningen spelades i Malmö i slutet på april år 2015.